# Josh Haden

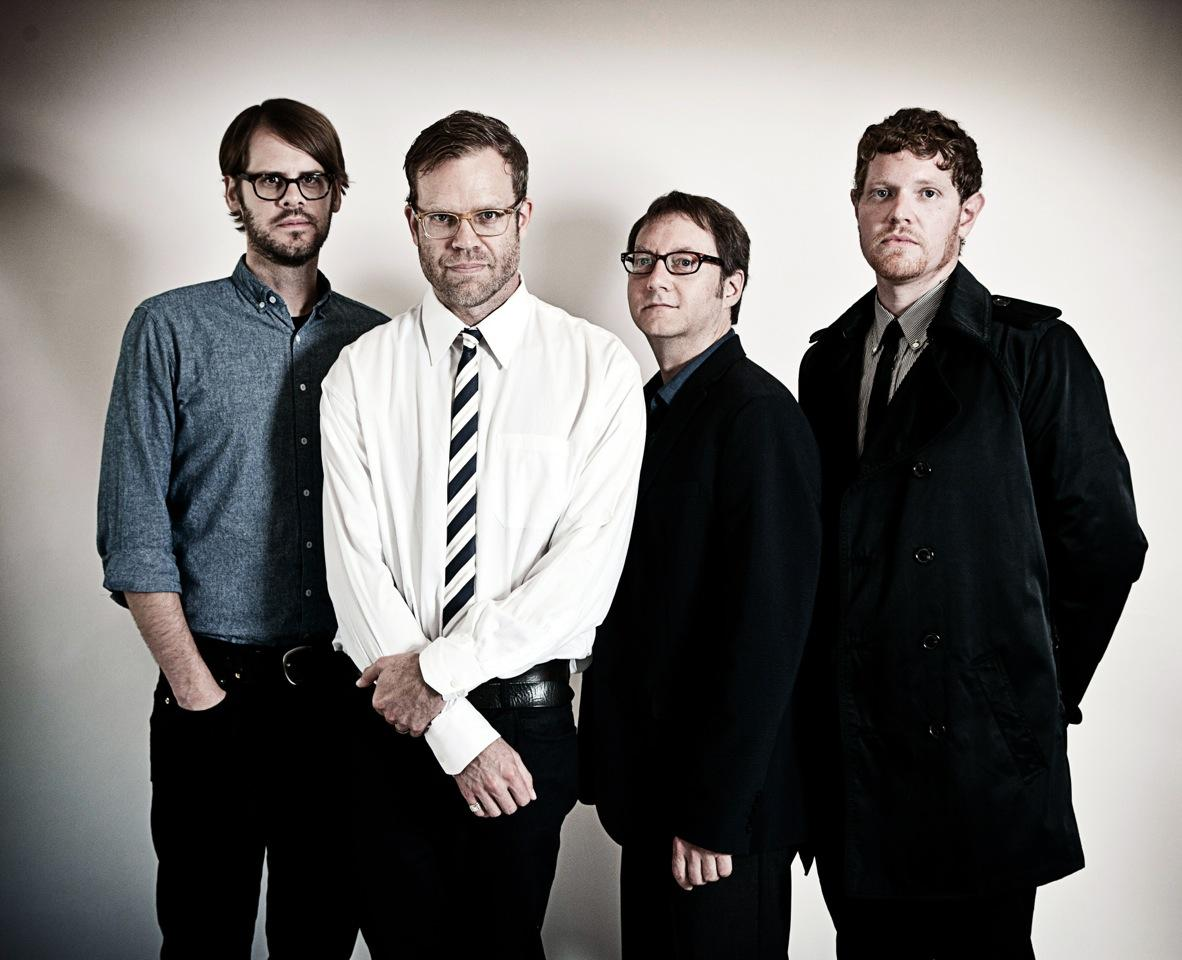
Josh Haden mit Spain (zweiter von links), 2012

Josh Haden (* 1968 in New York) ist ein US-amerikanischer Musiker. Er ist Gründer, Sänger, Komponist und Bassist und der Band Spain und der Sohn von Charlie Haden.

## Werdegang
Haden wuchs in Los Angeles auf. Er ist der ältere Bruder der 1971 geborenen Drillinge Petra Haden (That Dog, Foo Fighters, The Decemberists, Sean Lennon), Rachel Haden (That Dog, The Rentals) und Tanya Haden (Silversun Pickups, Let’s Go Sailing).
1993 gründete er die Band Spain, deren erstes Album Blue Moods of Spain von 1995 auf breite Anerkennung stieß. Die Band tourte in den USA, Europa und Australien.
Er war auch Mitglied von Handsome Boy Modeling School, wo er ein Duett mit Sean Lennon sang.
Seine jüngsten Projekte waren 2004 die EP Light of Day und 2007 seine Debüt-Solo-LP.
Sein Song Spiritual vom Album Blue Moods of Spain wurde mehrfach gecovert, so von Johnny Cash, Soulsavers, Midnight Choir und dem Duo Pat Metheny und seinem Vater Charlie Haden auf dem Instrumental-Album Beyond the Missouri Sky (Short Stories).

## Diskographie
- Light of Day (EP, 2004)
- Devoted (2007)